# Barkporina
Barkporina (Porina aenea) är en lavart som först beskrevs av Carl (Karl) Friedrich Wilhelm Wallroth, och fick sitt nu gällande namn av Alexander Zahlbruckner. Porina aenea ingår i släktet Porina och familjen Porinaceae.   Inga underarter finns listade i Catalogue of Life.
I den svenska databasen Dyntaxa används istället namnet Pseudosagedia aenea för samma taxon.  Arten är reproducerande i Sverige.